# Scorpaena histrio
Scorpaena hemilepidota behoort tot het geslacht Scorpaena van de familie van schorpioenvissen. Deze soort komt voor in het oosten van de Grote Oceaan van Mazatlán, Sonora, Mexico to Chili en van Cabo San Lucas tot de Galapagos eilanden op diepten van 5 tot 157 m. De vis kan een lengte bereiken tot 26 cm.